# Chrysocyon nearcticus
O lobo-guará-pliocênico (Chrysocyon nearcticus) também referido como lobo-guará-gigante, lobo-de-crina-gigante ou lobo-guará-norte-americano, é uma antiga espécie de canídeo do gênero Chrysocyon que ocorreu na América do Norte. Seu único parente vivo é o lobo-guará, bem como seu descendente direto. A espécie foi apenas recentemente descoberta, e é alvo constante de estudos que visam buscar informações para a jornada evolutiva dos canídeos sul-americanos.

## Taxonomia e evolução
A espécie foi classificada em 2009 por Tedford, achada em formações ao longo dos Estados Unidos. A espécie foi descoberta ter vivido durante o Plioceno, e persistiu até o início do Quaternário, onde existiu por um período bem breve. A espécie surgiu por volta de 4,02 milhões de anos atrás, existindo até por volta de 1,80 milhões de anos.

#### Evolução
Desconhece-se a espécie que antecedeu o C. nearcticus, mas é sabido que a espécie colonizou a América do Sul durante o Grande Intercâmbio Americano, que após isso gerou ao lobo-guará (C. brachyurus). Acredita-se que esta espécie tenha sido mais predatória que o contemporâneo lobo-guará, dada a maior diversificação de presas na época, a morfologia esguia e ''pernalta'' característica do gênero foi primeiramente desenvolvida nesta espécie, já que o Plioceno era seco e tinha vastos campos, com o C. nearcticus desenvolvendo isso para obter uma maior velocidade, afim de tornar-se um predador cursorial de velocidade reconhecível . O processo de especiação que resultou na divergência das duas espécies deu-se provavelmente no planalto brasileiro.
O lobo guará pliocênico experimentou uma extinção que ainda requer debates no meio científico, sua extinção se deu nas duas regiões das Américas, na América do Norte a sua extinção segue sendo uma causa de debate. Na América do Sul, as populações remanescentes evoluíram completamente para a sua espécie sucessora, o lobo-guará. 

## Características
O Chrysocyon nearcticus era ligeiramente maior que o seu homólogo moderno, medindo cerca de 107 cm de altura nos ombros, e pesando em média 36 kg, seu comprimento era de 1,9 metros. Era adaptado para ser um animal cursorial, sendo (provavelmente) também mais forte que o lobo-guará, sendo isso tanto algo em prol de possibilitar a maior eficiência da predação, como também para lidar com a violenta competição enfrentada. Foi um das maiores espécies de canídeos de seu tempo.

## Paleoecologia

### Hábitos sociais
Não existe evidência de sociabilidade por parte dessa espécie, deixando a especulação que provavelmente, devia ser similar ao lobo-guará moderno, com os parceiros reunindo-se somente nas estações reprodutivas da espécie. 

### Dieta
Ao contrário do lobo-guará moderno, seus hábitos alimentares são em grande parte desconhecidos. Se acredita que seja menos herbívoro que muitos canídeos sul-americanos vivos, mas ainda seria onívoro em certas medida. É especulado que algumas espécies de lebres estivessem entre suas presas principais. 